# مصرف الشرق الأوسط العراقي للاستثمار
 مصرف الشرق الأوسط العراقي للاستثمار  مصرف عراقي خاص أُسس عام 1993، يبلغ رأس المال للمصرف 250 مليار دينار.